# تارا (روسيا)
تارا، روسيا (بالروسية: Тара) هي إحدى مدن روسيا في الكيان الفدرالي الروسي أومسك أوبلاست.

## المناخ
يظهر الجدول التالي التغييرات المناخية على مدار السنة لتارا:
| البيانات المناخية لـتارا           | البيانات المناخية لـتارا | البيانات المناخية لـتارا | البيانات المناخية لـتارا | البيانات المناخية لـتارا | البيانات المناخية لـتارا | البيانات المناخية لـتارا | البيانات المناخية لـتارا | البيانات المناخية لـتارا | البيانات المناخية لـتارا | البيانات المناخية لـتارا | البيانات المناخية لـتارا | البيانات المناخية لـتارا | البيانات المناخية لـتارا |
| الشهر                              | يناير                    | فبراير                   | مارس                     | أبريل                    | مايو                     | يونيو                    | يوليو                    | أغسطس                    | سبتمبر                   | أكتوبر                   | نوفمبر                   | ديسمبر                   | المعدل السنوي            |
| ---------------------------------- | ------------------------ | ------------------------ | ------------------------ | ------------------------ | ------------------------ | ------------------------ | ------------------------ | ------------------------ | ------------------------ | ------------------------ | ------------------------ | ------------------------ | ------------------------ |
| الدرجة القصوى °م (°ف)              | 5.0 (41.0)               | 7.2 (45.0)               | 12.4 (54.3)              | 28.4 (83.1)              | 36.4 (97.5)              | 39.0 (102.2)             | 40.0 (104.0)             | 33.1 (91.6)              | 32.5 (90.5)              | 23.9 (75.0)              | 11.1 (52.0)              | 4.7 (40.5)               | 40.0 (104.0)             |
| متوسط درجة الحرارة الكبرى °م (°ف)  | −14.5 (5.9)              | −11.7 (10.9)             | −3.4 (25.9)              | 7.0 (44.6)               | 16.6 (61.9)              | 22.3 (72.1)              | 24.1 (75.4)              | 20.7 (69.3)              | 14.9 (58.8)              | 5.5 (41.9)               | −5.2 (22.6)              | −11.8 (10.8)             | 5.4 (41.7)               |
| المتوسط اليومي °م (°ف)             | −18.9 (−2.0)             | −17.2 (1.0)              | −9.3 (15.3)              | 1.8 (35.2)               | 10.3 (50.5)              | 16.3 (61.3)              | 18.4 (65.1)              | 15.1 (59.2)              | 9.2 (48.6)               | 1.4 (34.5)               | −8.9 (16.0)              | −16.1 (3.0)              | 0.2 (32.3)               |
| متوسط درجة الحرارة الصغرى °م (°ف)  | −23.8 (−10.8)            | −22.8 (−9.0)             | −15.2 (4.6)              | −3.2 (26.2)              | 4.1 (39.4)               | 10.0 (50.0)              | 12.6 (54.7)              | 9.8 (49.6)               | 4.5 (40.1)               | −2.2 (28.0)              | −12.9 (8.8)              | −20.9 (−5.6)             | −5.0 (23.0)              |
| أدنى درجة حرارة °م (°ف)            | −49.2 (−56.6)            | −46.6 (−51.9)            | −43.9 (−47.0)            | −31.1 (−24.0)            | −12.2 (10.0)             | −2.8 (27.0)              | 0.0 (32.0)               | −3.0 (26.6)              | −9.3 (15.3)              | −30.8 (−23.4)            | −47.7 (−53.9)            | −50.1 (−58.2)            | −50.1 (−58.2)            |
| الهطول مم (إنش)                    | 19.1 (0.75)              | 13.5 (0.53)              | 15.0 (0.59)              | 22.7 (0.89)              | 38.6 (1.52)              | 61.1 (2.41)              | 65.6 (2.58)              | 60.2 (2.37)              | 43.2 (1.70)              | 37.4 (1.47)              | 28.0 (1.10)              | 25.1 (0.99)              | 429.5 (16.9)             |
| متوسط أيام هطول الأمطار (≥ 0.1 mm) | 19.3                     | 16.1                     | 15.7                     | 11.6                     | 11.5                     | 11.8                     | 9.3                      | 12.7                     | 12.4                     | 16.2                     | 21.6                     | 22.2                     | 180.4                    |
| متوسط الرطوبة النسبية (%)          | 80.0                     | 77.5                     | 72.3                     | 63.0                     | 59.9                     | 69.1                     | 73.8                     | 77.5                     | 75.6                     | 76.9                     | 84.1                     | 81.9                     | 74.3                     |
| ساعات سطوع الشمس الشهرية           | 68.2                     | 127.4                    | 179.4                    | 240.0                    | 275.9                    | 298.5                    | 308.5                    | 235.6                    | 162.0                    | 94.6                     | 60.0                     | 52.7                     | 2٬102٫8                  |
| المصدر: climatebase.ru             |                          |                          |                          |                          |                          |                          |                          |                          |                          |                          |                          |                          |                          |

## أعلام
- عبد الرشيد إبراهيم